# Estípite (micología)

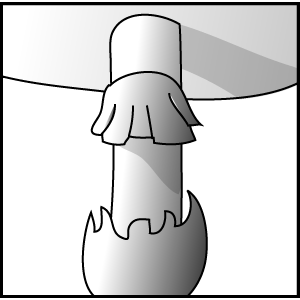
Diagrama de un estípite de un basidiomiceto con el ánulo y la volva

En micología el término estípite hace referencia al pie que sustenta el píleo o sombrero del cuerpo fructífero de un basidiomiceto. Estos hongos se denominan estipitados.

Como todos los tejidos fúngicos el estípite se compone de tejido estéril hifal quedando el tejido fértil del himenio bajo el píleo. En algunas ocasiones, sin embargo, el himenio se extiende más allá del píleo ocupando parte del estípite. 
Muchos rasgos del estípite son utilizados como caracteres taxonómicos que permiten una correcta identificación del hongo que los produce. Tales características incluyen: 
1. Textura del estípite (fibrosa, tizosa, quebradiza, correosa, firme, etc.).
2. Permanencia o no del velo parcial (en forma de ánulo, velo parcial, velo universal o volva).
3. Si el estípite de muchas setas se fusionan en su base.
4. Su tamaño y forma general.
5. Si se extiende bajo tierra en una estructura parecida a una raíz o rizoma.[2]

Tipos de estípite
| con anillo | con anillo | con anillo | con velo | con restos de velo | con volva |

El beneficio evolutivo de contar con un estípite que eleve el himenio es, generalmente, como eficiente mecanismo de dispersión de esporas. Un hongo elevado liberará más fácilmente sus esporas a las corrientes de aire, o ante el paso de animales. 
Cuando se recolectan hongos para su identificación se debe hacer  sin cortar el estípite a ras del suelo sino extrayéndolo completo para mantener todos sus caracteres intactos.

## Sinónimos
El estípite también puede ser denominado "pie".